# 路易斯·費利佩·斯科拉里
路易斯·费利佩·斯科拉里（葡萄牙語：Luiz Felipe Scolari，發音：[luˈis fiˈlipi skoˈlaɾi]；1948年11月9日—），在巴西也被称为菲利佩將軍（Ogeneral Felipão），英语世界则被称为菲尔·斯科拉里（Phil Scolari）或者大菲尔（Big Phil），是巴西著名足球教練，他曾帶領巴西隊夺得2002年世界杯。

## 生平
斯科拉里在球員時代成績不算突出，唯一稱道的是常在球會擔任隊長。由於需要擔當領導角色，這為斯科拉里日後的領隊生涯鋪上康莊大道。轉任教練後斯科拉里先後帶領多家巴西球會，贏得了不少冠軍。
2002年世界杯外圍賽巴西战绩不佳，一度徘徊在出局邊緣。还剩五场比赛的时候，斯科拉里接任巴西國家隊教练，虽然输给了乌拉圭，但巴西队接下来四战全胜，進軍世界杯。斯科拉里以不服从纪律为由，坚决不带36岁的球星罗马里奥参加世界杯，引起很大争议。虽然赛前并不被看好，但巴西队在小组赛连胜土耳其、中国、哥斯达黎加，淘汰赛一路击败比利时、英格兰、土耳其，决赛中2-0击败德国，贏得2002年世界杯冠軍。
此後斯科拉里離開巴西隊，轉投葡萄牙國家隊。斯科拉里亦不負所託，不但帶領球隊取得2004年歐洲國家杯亞軍，還在兩年後帶領球隊取得世界杯第四名。
2012年再度擔任巴西國家隊主教练，隨後成功的為巴西奪得2013年洲際國家盃冠軍。但由於在2014年世界杯上率領巴西隊進入四強后接連以1-7和0-3慘敗於德國隊和荷蘭隊腳下，斯科拉里最終遭到巴西足協的解雇，他的繼任者是巴西足球名宿鄧加。
2014年7月29日，巴甲格雷米奥俱乐部官方宣布前巴西国家队主帅斯科拉里成为球队新任主教练。
2015年6月4日，斯科拉里接替卡纳瓦罗出任中超球队广州恒大淘宝队主教练，任期内，带领球队共获得7项冠军，包括2015-2017年中超联赛三连冠，以及2015年亚冠联赛冠军，2016年中国足协杯冠军和2016年、2017年中国超级杯冠军，是广州恒大淘宝队史中带领球队夺得冠军次数最多的主教练。但仍有部分批评声认为其球队球风保守、场面被动。2017赛季结束后，斯科拉里离任广州恒大淘宝队主教练。
2018年7月，斯科拉里三度出任帕尔梅拉斯的主教练，率队夺得2018赛季巴甲联赛冠军。

## 風格
作為教練，斯科拉里的執教方式可謂獨樹一幟，他喜愛採用中國軍事巨著《孫子兵法》研究足球戰略，要求球員作賽注重整體，務求攻守平衡。2002年世界杯之前，他曾给他的队员每人发一本《孙子兵法》；2006年世界杯上葡萄牙对英格兰的比赛，他也是根据此书来排兵布阵。因此，他亦有着“杯賽大師”的稱號。

## 主要獎項

### 球會
Centro Sportivo Alagoano CSA
- 阿拉戈斯州足球锦标赛冠军：1982

卡迪斯亚体育会Al Qadisiya FC
- 科威特埃米尔杯冠军：1989

科威特国家男子足球队
- 海湾国家杯冠军：1990

克里西乌马竞技俱乐部 Criciúma
- 巴西杯冠军：1991

格雷米奥 Grêmio
- 巴西足球甲级聯賽冠军：1996
- 巴西杯冠军：1994
- 南里奥格兰德州联赛冠军：1987, 1995, 1996
- 南美解放者杯冠军：1995
- 南美优胜者杯冠军：1996

帕尔梅拉斯体育俱乐部 Palmeiras
- 巴西杯冠军：1998, 2012
- 南方共同市场杯冠军：1998
- 南美解放者杯冠军：1999
- 里约-圣保罗杯冠军：2000
- 巴西足球甲级聯賽冠军：2018

克鲁塞罗体育俱乐部 Cruzeiro
- 南米纳斯杯冠军：2001

本尤德科足球俱乐部 Bunyodkor
- 乌兹别克斯坦足球超级联赛冠军：2009

广州恒大淘宝足球俱乐部 Guangzhou Evergrande Taobao Football Club
- 中国足球超级联赛冠军：2015, 2016, 2017
- 中国足协杯冠军：2016
- 中国超级杯冠军：2016, 2017
- 亚足联冠军联赛冠军：2015

### 国家队
巴西國家足球隊 Brazil
- 2002年世界杯足球赛冠军
- 2013年国际足联联合会杯冠军
- 2014年 世界杯殿军

葡萄牙国家队
- 2004年 欧洲杯亚军
- 2006年 世界杯第四名